# Linalinkka
Linalinkka är ett naturreservat i Gällivare kommun i Norrbottens län.
Området är naturskyddat sedan 1997 och är 0,1 kvadratkilometer stort. Reservatet omfattar en tallhed på svag nordostsluttning mot Ängesån. 